# Schrottplatzköter
Schrottplatzköter (Originaltitel Chien de la casse, internationaler englischsprachiger Titel Junkyard Dog) ist eine Tragikomödie von Jean-Baptiste Durand aus dem Jahr 2023.

## Handlung
Dog und Mirales leben in dem südfranzösischen Dorf Le Pouget. Sie sind das, was man beste Freunde nennen würde. Während Dog eher schweigsam ist und Soldat werden will, ist Mirales, der nebenbei mit Drogen dealt, eher der intellektuelle Typ, ein extravaganter Müßiggänger, der gerne in seinen auffälligen Outfits joggen geht.

## Produktion
„In allen meinen Filmen geht es um Langeweile und Einsamkeit. [...] Die Sorgen sind nicht mehr dieselben wie vor 50 Jahren. Der Jugend wird eine Lethargie auferlegt, die absolut abnorm ist.“

Es handelt sich bei Schrottplatzköter um das Regiedebüt von Jean-Baptiste Durand. Zuvor drehte er mehrere Kurzfilme, darunter Vrai Gars und Le Bal. Durand schrieb das Drehbuch für Schrottplatzköter gemeinsam mit Nicolas Fleureau und Emma Benestan. Die im Film erzählte Geschichte basiert auf eigenen Erfahrungen des Regisseurs, der selbst vom Land kommt. Jugendliche, die in Dörfern leben, hätten bei der Wahl ihrer Freunde nicht viele Möglichkeiten, es sei eher selbstverständlich, dass man zusammen rumhänge. Landbewohner würden in Filmen immer im besten Fall als Menschen mit der Intelligenz des Herzens und im schlimmsten Fall als dumme Menschen dargestellt, die ihr Dorf nicht verlassen, weil ihnen die intellektuellen Fähigkeiten fehlen. Sein Wunsch sei es gewesen, mit Liebe und Wohlwollen ein Porträt dieser ländlichen Gegend zu zeichnen, ohne einen herablassenden Blick.

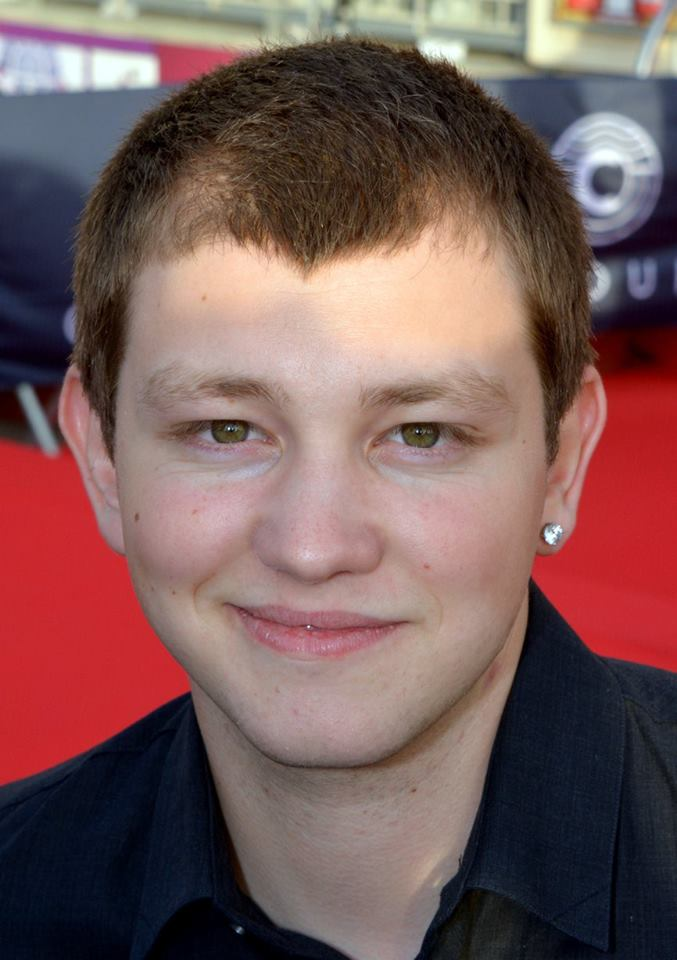
Anthony Bajon spielt Dog

Raphaël Quenard spielt Antoine Miralès und Anthony Bajon seinen schweigsamen besten Freund Dog. Galatéa Bellugi spielt Elsa. Nathan Le Graciet ist in der Rolle von Paco zu sehen, der in dem Dorf sein eigenes Restaurant eröffnet.
Die Filmmusik komponierten Delphine Malaussena und Hugo Rossi.

## Veröffentlichung
Die Premiere des Films erfolgte am 27. Januar 2023 beim Festival Premiers Plans d’Angers. Am 19. April 2023 kam der Film in die französischen Kinos. In Deutschland soll er erstmals am 13. August 2025 auf Arte zu sehen sein.

## Auszeichnungen
César 2024
- Nominierung als Bester Film (Jean-Baptiste Durand und Anaïs Bertrand)
- Nominierung für das Beste Originaldrehbuch (Jean-Baptiste Durand)
- Auszeichnung als Bestes Erstlingswerk (Jean-Baptiste Durand und Anaïs Bertrand)
- Nominierung als Beste Nebendarstellerin (Galatéa Bellugi)
- Nominierung als Bester Nebendarsteller (Anthony Bajon)
- Auszeichnung als Bester Nachwuchsdarsteller (Raphaël Quenard)
- Nominierung für die Beste Filmmusik (Delphine Malausséna)

Festival premiers plans D'Angers 2023
- Nominierung als Bester europäischer Spielfilm für den Grand Prix du Jury (Jean-Baptiste Durand)
- Auszeichnung als Bester Film mit dem Publikumspreis (Jean-Baptiste Durand)[6][7]